# Oder-Rundfahrt 1979
Die Oder-Rundfahrt 1979 war ein Wettbewerb im Straßenradsport in der DDR, der als Etappenrennen ausgetragen wurde.

## Rennverlauf
Die Rundfahrt für Amateure führte vom 13. bis zum 15. April über drei Etappen und 370 Kilometer rund um Frankfurt (Oder). Veranstalter war der Deutsche Radsportverband der DDR. Die Rundfahrt war das erste Qualifikationsrennen für die Nationalmannschaftsfahrer der DDR für die Internationale Friedensfahrt.
Am Start waren Fahrer aus der Sowjetunion, Polen, Ungarn und der Tschechoslowakei. Dazu kamen die Mannschaften der DDR-Sportclubs. Die Nationalfahrer der DDR starteten in ihren Vereinsmannschaften. Nach der 2. Etappe übernahm Holger Kickeritz die Gesamtführung. Auf der 3. Etappe waren die Erstplatzierten der Gesamtwertung nicht in der Spitzengruppe. Hardy Gröger reichte der 5. Platz zum Gesamtsieg.
1. Etappe Rund um den Kleistpark 80 Kilometer, Sieger: Vītauts Gaļinauskas, Sowjetunion
2. Etappe Rund um die Lossower Berge, 150 Kilometer, Sieger: Andreas Petermann, SC DHfK Leipzig
3. Etappe Rund um die Lossower Berge 140 Kilometer, Sieger: Norbert Dürpisch, ASK Vorwärts Frankfurt

## Ergebnisse
|     | Fahrer              | Verein                 | Zeit (h)       |
| --- | ------------------- | ---------------------- | -------------- |
| 01. | Hardy Gröger        | ASK Vorwärts Frankfurt | 9:18:40 h      |
| 02. | Andreas Neuer       | SC Karl-Marx-Stadt     | + 0:12 Minuten |
| 03. | Lutz Lötzsch        | SC Karl-Marx-Stadt     | + 0:17 Minuten |
| 04. | Hans-Joachim Meisch | SC Turbine Erfurt      | + 0:41 Minuten |
| 05. | Martin Goetze       | SC DHfK Leipzig        | + 0:46 Minuten |
| 06. | Joachim Vogel       | SC Karl-Marx-Stadt     | + 1:10 Minuten |
| 0 … |                     |                        |                |